# Reinhard Heß (Maler)
Reinhard Heß (* 30. Juni 1904 in Trier; † 9. August 1998 in Wittlich) war ein deutscher Maler und Glasmaler. Für über 40 Kirchen im Bistum Trier entwarf er Fenster, meist in Zusammenarbeit mit dem Architekten Fritz Thoma.

## Familie
Reinhard Heß war das älteste von neun Kindern von Peter Heß (1876–1921) und Gertrud Heß geb. Steffens (1880–1946). Gertrud Heß stammte aus einer Winzer- und Wirtsfamilie aus Alf an der Mosel. Peter Heß, der aus einer Trierer Metzgerfamilie stammte, machte sich als Malermeister selbständig und übernahm auch Aufträge für Kirchenmalerei. In seiner Freizeit widmete er sich der Malerei und kopierte alte Meister. Reinhard Heß kam auf diese Weise bereits in seiner Kindheit mit der Malerei in Berührung.
1926 heiratete Reinhard Heß Anna Maria Doyen (1902–1982), mit der er drei Kinder hatte.

## Laufbahn

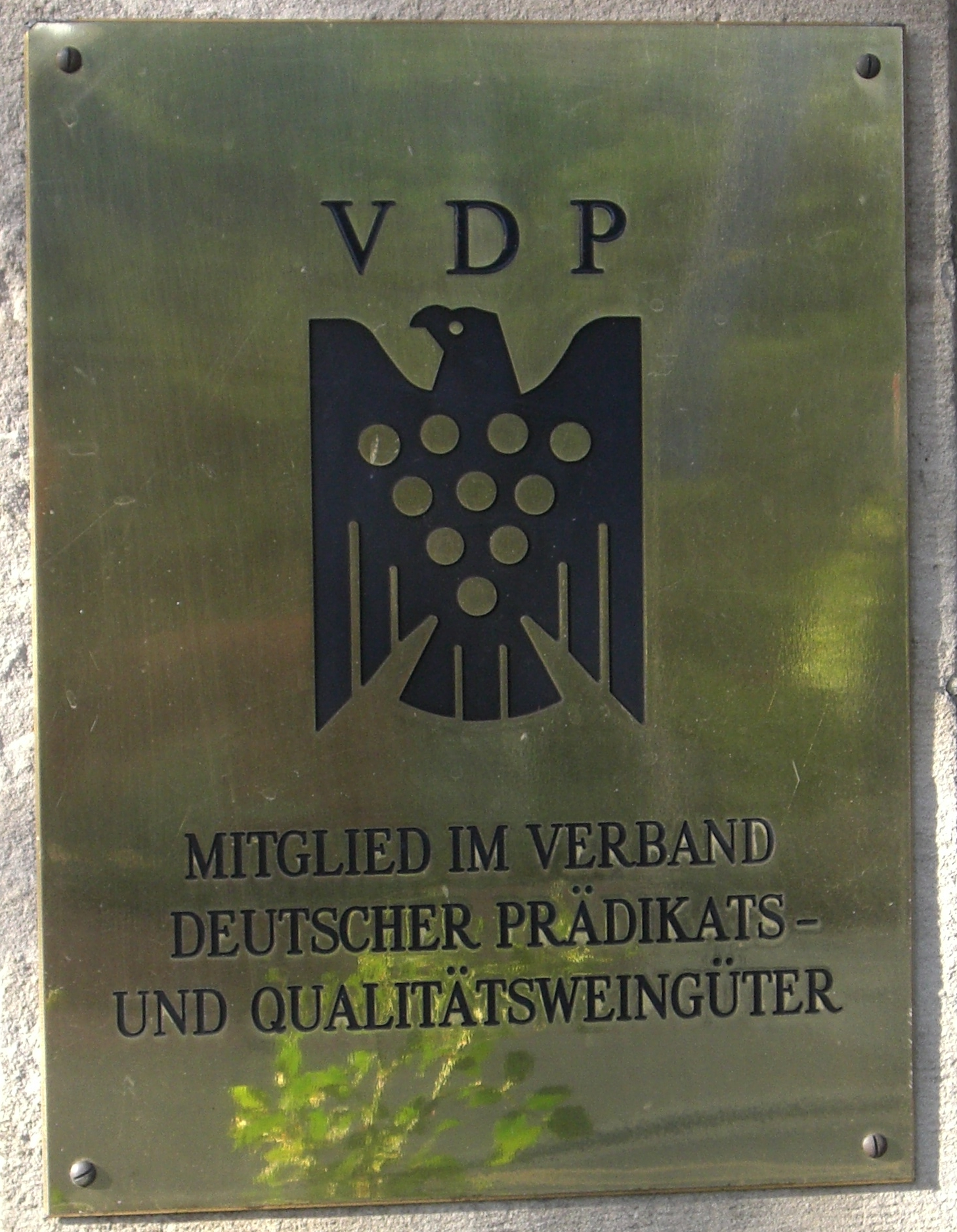
Siegel des VDP

In den 1920er Jahren absolvierte Reinhard Heß eine Lehre im Betrieb seines Vaters und besuchte gleichzeitig die Handwerker- und Kunstgewerbeschule in Trier. Seine Lehrer waren Hans Proppe und August Trümper. Nach dem Tod seines Vaters arbeitete er als Kirchenmaler in Luxemburg und 1923 übernahm er die Leitung des väterlichen Malerbetriebs. Bis 1925 besuchte er wieder die Handwerker- und Kunstgewerbeschule. Im gleichen Jahr nahm er zum ersten Mal an einer Ausstellung (Das Gewerbe und die Kunst) in Trier teil.
1926 wurde ihm bei einem Plakatwettbewerb des Reichsausschusses für Weinpropaganda der erste Preis zugesprochen. Sein Entwurf bildet – in leicht abgewandelter Form – noch heute das Signet des Verbands Deutscher Prädikatsweingüter (VDP).
1928 unternahm Reinhard Heß seine erste Studienreise nach Italien und blieb ein halbes Jahr in Rom, Florenz und Venedig. Dort begeisterte er sich für die pittura metafisica und die Bilder von Gino Severini, Giorgio de Chirico, Carlo Carrà, Giorgio Morandi und Filippo De Pisis, die er in den dortigen Kunstgalerien im Original betrachten konnte.
Nach seiner Rückkehr aus Italien war er an der Ausmalung der Kirche von Neumagen an der Mosel nach Entwürfen von August Trümper beteiligt. Als Heinrich Dieckmann (1890–1963) 1930 Direktor der Handwerker- und Kunstgewerbeschule wurde, berief dieser Heß als Lehrer für Malerei und Materialienkunde an die Schule.
Wie Dieckmann, der 1934 zur Kündigung gezwungen wurde, musste Heß nach der Machtergreifung der Nationalsozialisten 1935 seine Stelle aufgeben. Um seinen Lebensunterhalt zu verdienen, legte er die Meisterprüfung als Maler ab und trat wieder in den familiären Malereibetrieb ein, den seine Brüder zwischenzeitlich weitergeführt hatten. In dieser Zeit nahm Heß an keinen Ausstellungen teil und verkaufte nur noch Bilder im Kreis von Bekannten und Förderern. 1940 wurde Reinhard Heß zum Militärdienst eingezogen und, nachdem er zunächst in Trier stationiert gewesen war, nach Holland und später nach Triest versetzt.
1945 kehrte er nach Trier zurück und wurde 1946 von Fritz Grewenig (1891–1974) als Hilfslehrer für Angewandte Malerei und Graphik wieder an seine alte Schule berufen, die seit 1943 Meisterschule für das gestaltende Handwerk und ab 1951 Trierer Werkschule (heute Hochschule Trier) hieß. Von 1947 bis 1953 war Reinhard Heß stellvertretender Direktor der Schule, an der er in der Abteilung Dekorative Malerei bis zu seiner Pensionierung im Jahr 1969 tätig war.
1948 erhielt Reinhard Heß den Auftrag für die Gestaltung eines Fensters im nördlichen Querhaus der Kirche der ehemaligen Benediktinerabtei St. Matthias in Trier. Es war sein erster Auftrag für die Gestaltung eines Kirchenfensters. Da viele Kirchen durch die Kriegszerstörungen ihre Fenster verloren hatten, sollte dieses Tätigkeitsfeld in den folgenden Jahren viele Aufträge bringen. In den 1950er und 1960er Jahren entwarf Reinhard Heß für zahlreiche Kirchen des Bistums Trier Glasfenster, z. B. in Saarbrücken, Andernach, Niedermendig, Koblenz. Zur Heilig-Rock-Wallfahrt 1959 entwarf er den Vorhang mit Christuskopf für den Hochaltar im Trierer Dom. Er entwarf auch die Fenster der Ostkrypta des Domes, für die er 1975 eine Anerkennung für Kunst am Bau erhielt. Neben seinen Entwürfen für Kirchenfenster schuf Reinhard Heß über 800 Ölgemälde und Aquarelle, außerdem Druckgraphiken und Zeichnungen.
Heß war eines der Gründungsmitglieder des 1948 gegründeten Landesberufsverbandes Bildender Künstler (BBK). Außerdem war er Mitglied der 1949 gegründeten Arbeitsgemeinschaft Bildender Künstler am Mittelrhein (AKM) und der 1957 gegründeten Europäischen Vereinigung Bildender Künstler aus Eifel und Ardennen (EVBK). Seit 1958 gehörte er der Neuen Gruppe Rheinland-Pfalz (NG) an.
2003 benannte die Stadt Trier eine Straße nach ihm, die 2004 von „Reinhard-Heß-Straße“ in „Maler-Heß-Straße“ umbenannt wurde, um eine Verwechslung mit Rudolf Heß zu vermeiden. Reinhard Heß ist auf dem Pfarrfriedhof St. Matthias in Trier bestattet.

## Ehrungen
- 1962: Kaiser-Lothar-Preis der Europäischen Vereinigung Bildender Künstler aus Eifel und Ardennen
- 1975: Bundesverdienstkreuz am Bande
- 1994: Ehrenbrief der Stadt Trier
- 1997: Verdienstorden des Landes Rheinland-Pfalz

## Ausstellungen
- 1928: Ausstellung mit Heinrich Hamm und Michael Trierweiler im Rheinischen Landesmuseum Trier
- 1956: Teilnahme an der Ausstellung der Groupe de Peintres Rhenans et Sarrois in der Galerie Duncan in Paris
- 1962: Personalausstellung in der Galerie Wolfgang Gurlitt in München
- 1964: Personalausstellung in der Galerie des Deutschen Bücherbundes in Karlsruhe
- 1964: Ausstellung der AKM (Arbeitsgemeinschaft Bildender Künstler am Mittelrhein) im kurfürstlichen Schloss in Koblenz
- 1974: Ausstellungen im Künstlerhaus Metternich in Koblenz
- 1977: Personalausstellung mit Michael Trierweiler im Stadtmuseum Simeonstift Trier
- 1978: Teilnahme am Salon Comparaisons im Grand Palais in Paris
- 1984: Retrospektive im Kurfürstlichen Palais in Trier anlässlich seines 80. Geburtstages
- 1985: Ausstellung im Kulturzentrum Dada-House in Luxemburg
- 1986: Teilnahme an der Ausstellung „Deutsche Expressionisten“
- 1988 und 1994: Ausstellungen im Stadtmuseum Simeonstift in Trier
- 1997: Retrospektive in der Reihe „Große Rheinland-Pfälzer Künstlerinnen und Künstler“ des Kunstvereins Ludwigshafen am Rhein
- 1997: Ausstellung im Bischöflichen Dom- und Diözesanmuseum Trier „Lebenswege“
- 2009: Ausstellung im Kurfürstlichen Palais in Trier „Unbekannte Werke“

## Glasfenster
| Ort                                      | Gebäude                                                             | Ausführende Glaswerkstatt       | Fenster (Motiv) | Jahr       |
| ---------------------------------------- | ------------------------------------------------------------------- | ------------------------------- | --- | ---------- |
| Andernach                                | Katholische Pfarrkirche Maria Himmelfahrt (Liebfrauenkirche)        | Glasmalerei Kaschenbach (Trier) | 8 Seitenschifffenster (Symbole der Lauretanischen Litanei: Turm Davids, Rosenkranz, Segelschiff und Morgenstern, Lilie, Gottesmutter, Krone mit Mondsichel und Sternen, Krone und Taube mit Zweig, Kelch), Drillingsfenster in der Triumphbogenwand (Auge, Kreuz und Taube als Symbole der Dreifaltigkeit), 2 kleine Ornamentfenster im Eingangsbereich, 2 Kleeblatt- und 1 Vierpassfenster im Chorbereich (ornamental) | 1962       |
| Bad Kreuznach                            | Katholische Pfarrkirche Heilig Kreuz                                | Glasmalerei ?                   | 3 Betonglasfenster an der Westfassade (Kreuz, freie Komposition) | 1969       |
| Bad Münster am Stein                     | Katholische Pfarrkirche Maria Himmelfahrt                           | Glasmalerei Binsfeld (Trier)    | Betonglasfenster der Taufkapelle (freie Komposition) | 1962       |
| Bermeshausen (Eifelkreis Bitburg-Prüm)   | Marienkapelle                                                       | Glasmalerei Kaschenbach (Trier) | je 3 Fenster seitlich des Chores (Symbole der Lauretanischen Litanei, links: Morgenstern/Meerstern, Kreuz, Lilie mit Krone, rechts: Rose, Taube mit Zweig, Kelch), 1 Fenster an der Westseite (Maria) | 1955       |
| Buchholz (Landkreis Bernkastel-Wittlich) | Katholische Filialkirche Mariä Heimsuchung                          | Glasmalerei Kaschenbach (Trier) | 3 einbahnige Chorfenster (Trauben und Ähren als Symbol des Abendmahles, Anker und Fisch als Symbole Christi) | 1952       |
| Buchholz (Landkreis Bernkastel-Wittlich) | Katholische Filialkirche Mariä Heimsuchung                          | Glasmalerei Kaschenbach (Trier) | 4 zweibahnige Maßwerkfenster der Seitenschiffe (ornamental, mit stilisierten Lilien) | 1954       |
| Esch-sur-Alzette                         | Katholische Pfarrkirche St. Heinrich                                | Glasmalerei Kaschenbach (Trier) | Oberlichtfenster und Fensterrosen (Dreieck als Symbol der Dreifaltigkeit, mit rotem Triumphkreuz), Betonfenster (freie Komposition, mit Symbolen der Eucharistie wie Traube und Ähre, Fisch und Taube) | 1960       |
| Höchstberg (Landkreis Vulkaneifel)       | Katholische Filialkirche St. Markus                                 | Glasmalerei Kaschenbach (Trier) | 8 Rundbogenfenster des Chores (Acht Seligkeiten: leere Truhe/Selig die Armen, Agnus Dei/Selig die Gewaltlosen, Auferstehung/Selig die Trauernden, Brot und Wein/Selig die Hungernden, Herz Jesu/Selig die Barmherzigen, Lilien/Selig die reinen Herzens sind, Kreuz und zwei Tauben/Selig die Frieden stiften, Kreuz und Kette/Selig die um der Gerechtigkeit willen verfolgt werden), 10 Ornamentfenster im Langhaus, 2 Ornamentfenster im Seitenraum, 2 Ornamentfenster an der südlichen Chorwand                                           | 1954       |
| Hosten                                   | Katholische Filialkirche St. Joseph                                 | Glasmalerei Kaschenbach (Trier) | 6 Kirchenschifffenster (Mariä Verkündigung, Geburt Christi, Heilige Drei Könige, Auferstehung Christi, Pfingstwunder, Krönung Mariens), ovales Chorfenster (drei Frauen am Grab Christi), Fenster über dem Westportal (Kreuz und Tauben) | 1953       |
| Hülzweiler                               | Katholische Pfarrkirche St. Laurentius                              | Glasmalerei Kaschenbach (Trier) | 4 Fenster der Seitenschiffe (Schöpfung, Eherne Schlange, Johannes der Täufer, Himmlisches Jerusalem), 4 Fenster des Vorchores (Mariä Verkündigung, Christus als Schmerzensmann, Auferstehung, Jüngstes Gericht), 5 Fenster der beiden westlichen Seitenkapellen (freie Komposition), 1 Betonfenster in der linken Taufkapelle (Taube als Symbol des Heiligen Geistes) | 1967       |
| Koblenz                                  | Katholische Pfarrkirche Liebfrauenkirche                            | Glasmalerei Binsfeld (Trier)    | 3 Fenster im südlichen Nebenchor (Weinstock als Symbol der Eucharistie) | 1951       |
| Koblenz                                  | Katholische Pfarrkirche Liebfrauenkirche                            | Glasmalerei Binsfeld (Trier)    | 2 Fenster im südlichen Seitenchor (Lilie und Rosen) | 1955       |
| Koblenz                                  | Katholische Pfarrkirche Liebfrauenkirche                            | Glasmalerei Kaschenbach (Trier) | 2 vierbahnige Maßwerkfenster (Passionssymbole) und 1 zweibahniges Maßwerkfenster (rote Passionsblumen) im nördlichen Nebenchor | 1956       |
| Koblenz                                  | Katholische Pfarrkirche Liebfrauenkirche                            | Glasmalerei Kaschenbach (Trier) | je 2 Fenster des nördlichen und südlichen Vorchores (freie Komposition) | 1962       |
| Koblenz-Lützel                           | Katholische Pfarrkirche Maria Hilf                                  | Glasmalerei Kaschenbach (Trier) | 7 Chorfenster (Christus, Evangelistensymbole, freie Komposition), 3 ovale und 1 Rundbogenfenster in den Querhäusern (freie Komposition) | 1964       |
| Koblenz-Neuendorf                        | Katholische Pfarrkirche St. Peter                                   | Glasmalerei Kaschenbach (Trier) | 6 Fenster der Marienkapelle (stilisierte Lilien, Symbole der Lauretanischen Litanei) | 1953       |
| Koblenz-Neuendorf                        | Katholische Pfarrkirche St. Peter                                   | Glasmalerei Kaschenbach (Trier) | Chorfenster (Verklärung Christi), 2 Fenster der Taufkapelle (Kreuz und Taube) | 1958       |
| Koblenz-Neuendorf                        | Katholische Pfarrkirche St. Peter                                   | Glasmalerei Kaschenbach (Trier) | 3 Rundbogenfenster der Westseite der Empore (Wappen der Päpste Pius X., Pius XI., Pius XII.), 5 Fenster der Südseite (Evangelistensymbole Adler, Stier, Löwe, menschliche Gestalt, in der Mitte: Maria mit Kind) | 1959       |
| Koblenz-Neuendorf                        | Katholische Pfarrkirche St. Peter                                   | Glasmalerei Kaschenbach (Trier) | 4 Fenster an der Ostseite und 1 Ovalfenster des Nebenchores (ornamental) | 1960       |
| Kröv                                     | Katholische Pfarrkirche St. Remigius                                | Glasmalerei Kaschenbach (Trier) | 15 Chor- und Seitenfenster (freie Komposition), 1 Tauffenster im rechten Seitenschiff (rotes Kreuz) | 1964       |
| Marienburg (Landkreis Cochem-Zell)       | Kapelle der Marienburg                                              | Glasmalerei Kaschenbach (Trier) | 2 Rundbogenfenster der Chorseitenkapelle (Sieben Schmerzen Mariens, Jungfrau Maria) | 1952       |
| Marienburg (Landkreis Cochem-Zell)       | Kapelle der Marienburg                                              | Glasmalerei Kaschenbach (Trier) | Seitenfenster als Kombination von Beton- und Bleiverglasung (freie Komposition) | 1957       |
| Niedermendig                             | Katholische Pfarrkirche St. Cyriakus                                | Glasmalerei Kaschenbach (Trier) | 5 Chorfenster (freie Komposition, rotes Triumphkreuz), zweibahniges Fenster an der Südwand des Chores (heiliger Cyriakus, heilige Genoveva) | 1960       |
| Niedermendig                             | Katholische Pfarrkirche St. Cyriakus                                | Glasmalerei Kaschenbach (Trier) | Fenster der Marienkapelle (Rose und Lilie als Mariensymbole) | 1961       |
| Niedermendig                             | Katholische Pfarrkirche St. Cyriakus                                | Glasmalerei Kaschenbach (Trier) | großes Fenster über dem Portal (freie Komposition), Spitzbogenfenster der Eingangshalle (freie Komposition, links mit Meerstern, rechts mit Kreuz) | 1966       |
| Niedermendig                             | Katholische Pfarrkirche St. Cyriakus                                | Glasmalerei Kaschenbach (Trier) | zweibahniges Fenster an der Nordwand des Chores (freie Komposition), vierbahniges Fenster im nördlichen Seitenschiff (Dreifaltigkeit), großes Rundfenster im südlichen Seitenschiff (freie Komposition mit rotem Triumphkreuz) | 1968       |
| Niedermendig                             | Katholische Pfarrkirche St. Cyriakus                                | Glasmalerei Kaschenbach (Trier) | 5 Seitenschifffenster (freie Komposition), 2 Fenster der Westwand (freie Komposition) | 1969, 1971 |
| Piesport-Niederemmel                     | Katholische Pfarrkirche St. Martin                                  | Glasmalerei ?                   | 6 Chorfenster (freie Komposition), 5 Querhausfenster (freie Komposition), ovales Betonfenster an der Westseite (weiße Taube, rotes Kreuz, Auge Gottes als Symbole der Dreifaltigkeit) | 1962       |
| Prümzurlay                               | Katholische Filialkirche St. Nikolaus                               | Glasmalerei Kaschenbach (Trier) | 4 Kirchenschifffenster (Christus in der Kelter, Mariensymbole, Brot und Fische), 1 Chorfenster (freie Komposition) | 1952       |
| Riegelsberg                              | Katholische Pfarrkirche St. Josef                                   | Glasmalerei Binsfeld (Trier)    | 4 Chorfenster (links: heilige Barbara und heilige Anna; rechts: heiliger Petrus und heiliger Matthias, 2 Ornamentfenster), 8 Langhausfenster (Josef und die Sieben Freuden Mariens), je 1 dreibahniges Fenster im nördlichen und südlichen Querhaus (freie Komposition, mit Kreuz im Vierpass) | 1959       |
| Saarbrücken                              | Katholische Pfarrkirche Herz-Jesu                                   | Glasmalerei ?                   | 8 Chorfenster (Erzengel Gabriel, Erzengel Michael, Symbole der Herz-Jesu-Litanei) | 1953       |
| Saarbrücken                              | Katholische Pfarrkirche St. Elisabeth                               | Glasmalerei Kaschenbach (Trier) | fünfachsiges Fenster an der Rückfront (Sintflut und Arche Noah, Gesetzestafeln und Berg Sinai, Kreuz als Hinweis auf Passion Christi), 8 Langhausfenster (freie Komposition mit Stationen aus dem Leben Jesu: Geburt, Taufe im Jordan, Versuchung Jesu, Hochzeit zu Kana, letztes Abendmahl, Jesus am Ölberg), Fensterband der Krypta (freie Komposition) | 1954       |
| Saarbrücken                              | Katholische Pfarrkirche St. Elisabeth                               | Glasmalerei Kaschenbach (Trier) | Fenster des Westturmes (Pfingstwunder) | 1959       |
| Saarbrücken                              | Katholische Pfarrkirche St. Paulus                                  | Glasmalerei Kaschenbach (Trier) | 9 Fenster in der Marienkapelle (freie Komposition mit Symbolen der Lauretanischen Litanei und der Eucharistie) | 1960       |
| Saarbrücken-Burbach                      | Katholische Pfarrkirche St. Eligius                                 | Glasmalerei Kaschenbach (Trier) | Betonfenster an der Westseite (Dreifaltigkeit), 7 Fenster der Seitenkapelle (Passion Christi), Nord- und Südfenster des Querhauses (freie Komposition) | 1959       |
| Saarbrücken-Burbach                      | Katholische Pfarrkirche St. Helena                                  | Glasmalerei Kaschenbach (Trier) | umlaufendes Fensterband (Passionssymbole, Heiliger Rock, Schweißtuch der Veronika, heilige Helena) | 1959       |
| Saarbrücken-Malstatt                     | Katholische Pfarrkirche St. Josef                                   | Glasmalerei ?                   | 4 Fenster der Taufkapelle (Feuer und Wasser), 4 einbahnige Maßwerkfenster der südlichen Kapelle an der Westseite (Johannes der Täufer, Josef mit Lilie, heiliger Matthias mit Axt, Erzengel Michael mit Flammenschwert), 2 große zweibahnige Fenster des Langhauses (Ähren und Trauben als Symbole der Eucharistie), 8 zweibahnige Maßwerkfenster des Langhauses (ornamental), 4 Fenster der nördlichen und südlichen Kapelle im westlichen Langhaus (ornamental), 2 kleine Fenster an der Südseite vor dem Chor (ornamental mit weißer Rose) | 1955, 1956 |
| St. Wendel                               | Katholische Pfarrkirche St. Anna                                    | Glasmalerei Kaschenbach (Trier) | 6 Fenster im linken Seitenschiff (Symbole der Sakramente: Taube/Taufe, Schwert/Buße, Brot und Weinkrug/Eucharistie, Priesterstola und Schlüssel/Priesterweihe, Kreuz mit Ringen und Kelch/Ehe, Kreuz mit Ölgefäß und Palmzweig/letzte Ölung), 3 Chorfenster (Weinstock als Symbol der Eucharistie), Oberlichter des Hauptschiffes (farblos, mit wenigen, kleinen farbigen Gläsern) | 1957       |
| Schuld                                   | Katholische Pfarrkirche St. Gertrud                                 | Glasmalerei Kaschenbach (Trier) | 7 Rundfenster über dem ehemaligen Nordportal (Schöpfungsgeschichte), 4 Rundbogenfenster an der Nordseite (freie Komposition), 2 Rundbogenfenster in der Seitenkapelle (Arma Christi) | 1953       |
| Thiergarten                              | Katholische Filialkirche                                            | Glasmalerei Kaschenbach (Trier) | rundes Chorfenster (Himmelstor), kleines Ornamentfenster rechts im Chor | 1961       |
| Trier                                    | Katholische Pfarr- und Abteikirche St. Matthias                     | Glasmalerei Binsfeld (Trier)    | gotisches Maßwerkfenster im nördlichen Querhaus (Eucharistie) | 1948       |
| Trier                                    | Katholische Pfarr- und Abteikirche St. Matthias                     | Glasmalerei Kaschenbach (Trier) | 3 Drillingsfenster der Sakristei (Mitte: auferstandener Christus und Evangelistensymbole; links: Maria, Hildegard von Bingen, heilige Helena; rechts: heiliger Matthias und Apostel, die ersten Bischöfe von Trier Eucharius und Valerius) | 1957       |
| Trier                                    | Seminarkirche des bischöflichen Priesterseminars Hl. Dreifaltigkeit | Glasmalerei Kaschenbach (Trier) | 5 zweibahnige Maßwerkfenster im Chor (Weinstock), sechsbahniges Fenster über dem Westportal (Passion und Eschatologie) | 1951       |
| Trier                                    | Kapelle des bischöflichen Konviktes                                 | Glasmalerei Kaschenbach (Trier) | größeres Fenster auf der linken Chorseite, 14 Rundbogenfenster (Symbole der Lauretanischen Litanei, u. a.) | 1954       |
| Trier                                    | Katholische Pfarrkirche St. Ambrosius                               | Glasmalerei Kaschenbach (Trier) | Langhausfenster (freie Komposition) | 1954       |
| Trier                                    | Markuskapelle                                                       | Glasmalerei Kaschenbach (Trier) | 4 Chorfenster (geometrisch), Maßwerk über dem Eingang (Kreuz und Tauben) | 1957       |
| Trier                                    | Dom St. Peter                                                       | Glasmalerei ?                   | 4 Rundbogenfenster in der Ostkrypta (freie Komposition) | 1973/74    |
| Trier-Olewig                             | Kapelle des ehemaligen Borromäerinnenklosters                       | Glasmalerei Kaschenbach (Trier) | 3 einbahnige Chorfenster (Karl Borromäus, Majestas Domini, Maria Magdalena) | 1953       |
| Trier-Olewig                             | Katholische Pfarrkirche St. Anna                                    | Glasmalerei Kaschenbach (Trier) | Fensterband des Chores (freie Komposition und Passionssymbole), 2 Rundbogenfenster des linken Seitenchores (Rose und Lilie), 1 Fenster der rechten Seitenchores (Augustinus von Hippo), 5 Fenster des rechten Seitenschiffes (geometrische Kompositionen), Westrose (Taube als Symbol des Heiligen Geistes) | 1955       |
| Trier-Zewen                              | Katholische Pfarrkirche St. Martin                                  | Glasmalerei Kaschenbach (Trier) | Fenster in der Marienkapelle (Symbole der Lauretanischen Litanei), Laternenfenster über dem Altarraum (Symbole der Dreifaltigkeit: Auge Gottes, Kreuz und Taube) | 1957, 1958 |
| Trier-Zewen                              | Katholische Pfarrkirche St. Martin                                  | Glasmalerei Kaschenbach (Trier) | großes Fenster der Westseite (geometrische Komposition) | 1973       |
| Treis-Karden                             | Klosterkirche Maria Engelport                                       | Glasmalerei Kaschenbach (Trier) | drei Chorfenster (freie Komposition und Symbole: Brot und Fisch, Kreuz, Kelch) | 1963       |
| Treis-Karden                             | Klosterkirche Maria Engelport                                       | Glasmalerei Kaschenbach (Trier) | je fünf Fenster im Hauptschiff und im Obergaden (freie Komposition) | 1964       |
| Wershofen                                | Katholische Pfarrkirche St. Vincentius                              | Glasmalerei Kaschenbach (Trier) | 7 Chorfenster (Schöpfungsgeschichte), Fenster im Vorraum (Baum des Lebens) | 1953, 1962 |